# Rajd Tatr 1976
Rajd Tatr 1976 (8. Rallye Tatry 1976) – 8. edycja rajdu samochodowego Rajd Tatr rozgrywanego w Czechosłowacji. Rozgrywany był od 24 do 26 września 1976 roku. Rajd był piątą rundą Rajdowego Pucharu Pokoju i Przyjaźni w roku 1976.

## Klasyfikacja rajdu
| Miejsce                | Kierowca               | Pilot                  | Samochód               | Czas                   | Strata                 |                        |
| Klasyfikacja generalna | Klasyfikacja generalna | Klasyfikacja generalna | Klasyfikacja generalna | Klasyfikacja generalna | Klasyfikacja generalna | Klasyfikacja generalna |
| ---------------------- | ---------------------- | ---------------------- | ---------------------- | ---------------------- | ---------------------- | ---------------------- |
| 1.                     | Vladimír Hubáček       | Stanislav Minářík      | Alpine-Renault A110    | 2:42:14                | -                      |                        |
| 2.                     | John Haugland          | Bruno Berglund         | Škoda 130 RS           | 2:45:46                | +3:32                  |                        |
| 3.                     | Maciej Stawowiak       | Jan Czyżyk             | Fiat 124 Abarth Rallye | 2:46:20                | +4:06                  |                        |
| 4.                     | Jiří Šedivý            | Jiří Janeček           | Škoda 130 RS           | 2:49:04                | +6:50                  |                        |
| 5.                     | Svatopluk Kvaizar      | Jiří Kotek             | Škoda 130 RS           | 2:49:22                | +7:08                  |                        |
| 6.                     | Bengt Lundström        | Fergus Sager           | Toyota Celica 1600     | 2:49:26                | +7:12                  |                        |
| 7.                     | Miloslav Zapadlo       | Jiří Motal             | Škoda 130 RS           | 2:52:53                | +10:39                 |                        |
| 8.                     | Václav Blahna          | Lubislav Hlávka        | Škoda 130 RS           | 2:53:29                | +11:15                 |                        |
| 9.                     | Leo Pavlík             | Oldřich Gottfried      | Škoda 130 RS           | 2:55:40                | +13:26                 |                        |
| 10.                    | Nikolay Elizarov       | Vilius Rožukas sen.    | Lada VAZ 21011         | 2:55:56                | +13:42                 |                        |
| Klasyfikacja RPPiP     |                        |                        |                        |                        |                        |                        |
| 1.                     | Vladimír Hubáček       | Stanislav Minářík      | Alpine-Renault A110    | 2:42:14                | -                      |                        |
| 2.                     | Maciej Stawowiak       | Jan Czyżyk             | Fiat 124 Abarth Rallye | 2:46:20                | +4:06                  |                        |
| 3.                     | Jiří Šedivý            | Jiří Janeček           | Škoda 130 RS           | 2:49:04                | +6:50                  |                        |
| 4.                     | Svatopluk Kvaizar      | Jiří Kotek             | Škoda 130 RS           | 2:49:22                | +7:08                  |                        |
| 5.                     | Miloslav Zapadlo       | Jiří Motal             | Škoda 130 RS           | 2:52:53                | +10:39                 |                        |
| 6.                     | Václav Blahna          | Lubislav Hlávka        | Škoda 130 RS           | 2:53:29                | +11:15                 |                        |
| 7.                     | Leo Pavlík             | Oldřich Gottfried      | Škoda 130 RS           | 2:55:40                | +13:26                 |                        |
| 8.                     | Nikolay Elizarov       | Vilius Rožukas sen.    | Lada VAZ 21011         | 2:55:56                | +13:42                 |                        |